# Tumulus d'Hottomont
Le tumulus d'Hottomont, érigé au bord d'une ancienne chaussée romaine, est situé à Grand-Rosière-Hottomont, dans la commune de Ramillies, dans la province du Brabant wallon. C'est l'un des tumulus gallo-romains les plus imposants de Belgique.

## Historique
Le tumulus d'Hottomont est répertorié sous le nom de « tombe d'Hottomont » sur la carte n° 114 de l'atlas de Ferraris de 1777.

## Description
Le tumulus d'Hottomont est une tombe à incinération gallo-romaine du IIe siècle. Il mesure environ 11,5 m de haut et 50 m de diamètre.

## Légende
Comme ces tumulus abritaient généralement les restes de généraux romains réputés, d'aucuns prétendent qu'il s'agirait ici de la sépulture du général Otto (d'où le nom du lieu : Hottomont). Des fouilles entreprises en 1932 n'ont pas permis de confirmer cette thèse.

## Protection
Le tumulus d'Hottomont relève du Patrimoine majeur de Wallonie, qui s'exprime ainsi à son sujet :
« La tombe d'Hottomont est l'un des plus beaux et des plus grands tumuli de Wallonie. Son diamètre est d'environ 50 m et sa hauteur est supérieure à 10 m. Érigée sur une hauteur, elle dresse son imposante silhouette conique de terre, couronnée d'arbres, au milieu d'un paysage agricole bien dégagé, à la limite des provinces du Brabant et de Namur, à 2 kilomètres au sud-est de Grand-Rosière-Hottomont. La topographie romaine, en outre, est toujours présente, puisque la Tombe se situe en bordure de la voie antique Bavay-Cologne ; appelée encore dans la région Chaussée des Romains. »

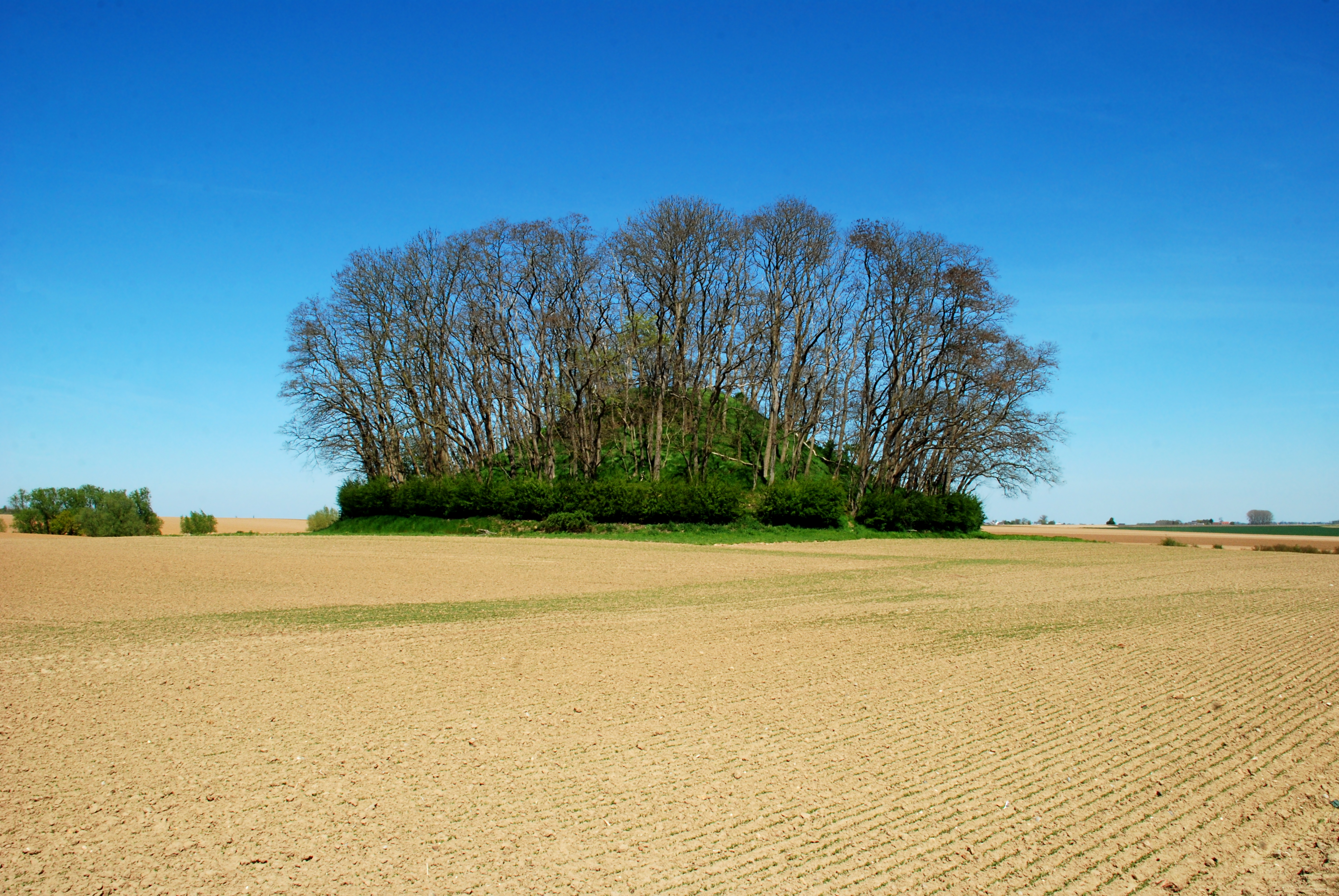
Le tumulus d'Hottomont.
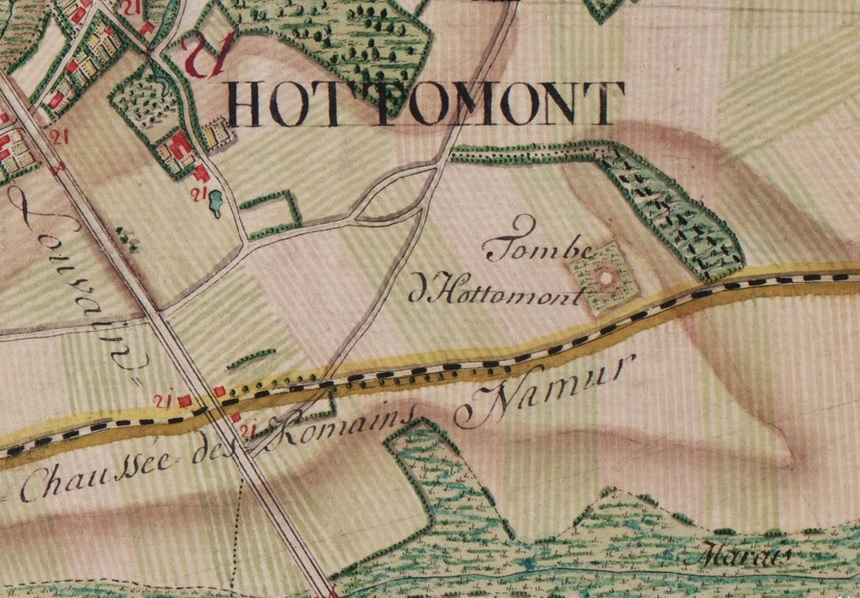
La tombe d'Hottomont sur la carte de Ferraris de 1777